# Le Fresne (Eure)
Le Fresne era una comuna francesa situada en el departamento de Eure, de la región de Normandía, que el 1 de enero de 2018 pasó a ser una comuna delegada de la comuna nueva de Le Val-Doré al fusionarse con las comunas de Le Mesnil-Hardray y Orvaux.

## Demografía
| Gráfica de evolución demográfica de Le Fresne entre 1800 y 2015 |
|                                                                 |

Los datos demográficos contemplados en este gráfico de la comuna de Le Fresne se han cogido de 1800 a 1999 de la página francesa EHESS/Cassini, y los demás datos de la página del INSEE.

## Lugares de interés
- Castillo de Fresne.
- Iglesia de San Leonardo del siglo XVI en piedra y sílex. La fachada es del siglo XIX, y tiene un atril del siglo XV y unas bellas estatuas de los siglos XV y XVI.